# Cocleària
Cocleària (Cochlearia) és un gènere de plantes amb flor dins la família brassicàcia.
Originari de l'hemisferi nord dins de zones temperades i àrtiques sovint present en zones litorals, ja que el gènere presenta alta resistència a la salinitat.
Hi ha unes 30 espècies la més coneguda és Cochlearia officinalis (Cocleària oficinal)
Plantes d'aquest tipus havien estat consumides pels mariners per combatre la manca de vitamina C de la dieta en els llargs viatges marítims.
Habitualment són plantes menudes i ajagudes de 5 a 20 cm d'alt. Les fulles són arrodonides en forma de cullera (d'on vé Cochlearia). Les flors són blanques i el fruit en siliqua.
Algunes espècies
- Cochlearia acutangula
- Cochlearia aestuaria –
- Cochlearia alatipes
- Cochlearia anglica –
- Cochlearia aragonensis
- Cochlearia changhuaensis
- Cochlearia cyclocarpa –
- Cochlearia danica –
- Cochlearia fenestrata –
- Cochlearia formosana
- Cochlearia fumarioides
- Cochlearia furcatopilosa
- Cochlearia glastifolia
- Cochlearia groenlandica –
- Cochlearia henryi
- Cochlearia hui
- Cochlearia lichuanensis
- Cochlearia longistyla
- Cochlearia megalosperma
- Cochlearia microcarpa
- Cochlearia oblongifolia –
- Cochlearia officinalis – (inclou C. excelsa, C. pyrenaica, C. scotica)
- Cochlearia paradoxa
- Cochlearia rivulorum
- Cochlearia rupicola
- Cochlearia sessilifolia –
- Cochlearia sinuata
- Cochlearia tatrae
- Cochlearia tridactylites –
- Cochlearia warburgii

Dues espècies incloses abans dins el gènere Cochlearia ara ho estan en gèneres diferents:
- Armoracia rusticana (abans Cochlearia armoracia)
- Wasabia japonica (abans Cochlearia wasabi)